# Epidendrum notabile
Epidendrum notabile är en orkidéart som beskrevs av Rudolf Schlechter. Epidendrum notabile ingår i släktet Epidendrum och familjen orkidéer. Inga underarter finns listade i Catalogue of Life.